# 274
274 (CCLXXIV na numeração romana) foi um ano comum do século III do Calendário Juliano, da Era de Cristo, a sua letra dominical foi D (53 semanas), teve início a uma quinta-feira e terminou também a uma quinta-feira.
| Ano completo                        |
| ----------------------------------- |
| Ano comum com início à quinta-feira |

## Acontecimentos
No dia 25 de Dezembro - O Imperador romano Aureliano inaugura um templo dedicado ao Sol Invicto no terceiro dia do solstício e dia do renascimento do Sol. Essa religião, a qual é na essência o monoteísmo, torna-se a religião romana oficial.
- O Império Gaulês (Gália e Britânia) é reconquistado pelo imperador romano Aureliano – o que leva à reunificação do Império Romano, depois da conquista do Império de Palmira em 271/272.

## Mortes
- 30 de Dezembro - Papa Félix I
- Cao Fang, imperador do Reino de Wei